# Bucecea
Bucecea este un oraș în județul Botoșani, Moldova, România, format din localitățile componente Bucecea (reședința) și Călinești, și din satul Bohoghina. Se află în partea de nord-est a țării, la 19 km de Botoșani (reședința de județ), la 30 km de orașul Suceava și 25 km de aeroportul Salcea.

## Istoric
Viața oamenilor pe teritoriul orașului Bucecea pare să fi existat încă din Epoca Bronzului, așa cum rezultă din descoperirea întâmplătoare, din anul 1972, cu prilejul săpăturilor de la Complexul de porci Bucecea, când s-au găsit schelete omenești, precum și două vase de lut, unul mai mare și altul mai mic, ultimul aflându-se în colecția Muzeului Județean Botoșani.
In lucrarea Așezări din Moldova (de la paleolitic și până în secolul al XVIII-lea), apărută la București în anul 1970, autorii N. Zaharia, M. Petrescu Dâmbovița și Em. Zaharia citează existența la jumătatea distanței dintre Bucecea și Leorda a unei necropole feudale cu morminte conținând monede și obiecte de podoabă. S-au mai găsit în același loc schelete, obiecte de podoabă și 13 monede vechi de argint.
Izvoarele scrise vorbesc despre așezare încă din secolul al XVI-lea. La 15 aprilie 1569, dată la care este atestată localitatea din punct de vedere istoric, Bogdan Lăpușneanu, domnul Moldovei, face cunoscut faptul că Ana, fiica vistiernicului Eremia a vândut Agafiei satul Vălcești, pe Siret. După moartea Agafiei, la data de 23 noiembrie 1577, urmașii ei vând satul domnului Petru Șchiopul pentru 3000 de zloți tătărăști, care la rândul lui dăruește satul Vălcești mănăstirii Galata. Din documente, reiese faptul că locuitorii se ocupau cu agricultura, cultivând plante (orz, ovăz, bob), crescând animale (oi, porci, cai), ocupându-se de asemenea și cu albinăritul. Pe Siret, în satul Vălcești existau 5 mori. Urmașii lui Petru Șchiopul vor întări satul Vălcești mănăstirii Galata. Asemenea documente sunt datate la 5 ianuarie 1600 de Ieremia Movilă, la 16 noiembrie 1607 de Mihail Movilă, 11 mai 1603 de Constantin Movilă. O nouă confirmare a satului Vălcești mănăstirii Galata o dă domnitorul Ștefan Tomșa, la 20 ianuarie 1612. Domnitorul Moise Movilă va întări mănăstirii Galata acest sat. Primul document în care apare denumirea de Bucecea este cel din 22 februarie 1634, dat la Iași de Moise Movilă, în care întărind boierului Ursu Ponici o parte din satul Costinești, arată că acel sat are “vadu’ de moară la pârâul ce-i zicea Bucecea”. Documentul din 28 iunie 1751, al lui Ananie de Botoșani, este important prin faptul că este primul în care apare numele de Vălcești și Bucecea. Se consideră că Bucecea a apărut lângă Vălcești. În a doua jumătate a secolului al XVIII-lea, locuitorii satului Vălcești s-au mutat în Bucecea, primul sat dispărând.
Bucecea a fost întemeiată la "16 ghenarie 1828", când s-a așezat acolo un rabin hasidic important. Pe timpul domniei lui Ioan Sturdza este înfățișat târgul Bucecea în anul 1828 de către Dimitrie Ralet ca îmbunătățire de moșie. Populația evreiască a târgului era majoritară, 85,97% în 1931. În 1941 toți evrei au fost exilați în lagăre în Transnistria, unde au murit și numai câțiva sau întors după război.
La înființare, orașul Bucecea purta numele de Vâlcești.

## Perioada modernă
Bucecea cunoaște transformările moderne din timpul domniei lui Alexandru Ioan Cuza. În urma legii rurale din august 1864, 179 locuitori și doi preoți au primit pământ în comuna Bucecea.
Participarea locuitorilor comunei Bucecea la efortul întregii țări de susținere a războiului de independență din 1877-1878 este ilustrată de o serie de documente aflate la Fondul Prefecturii și Arhivele Statului. În Bucecea existau două partide politice și anume: Partidul Național Liberal condus de avocatul Mihai Alexandrescu și Partidul Național Țărănesc, condus de fratele său Traian Alexandrescu. Ambii frați erau și avocați în Baroul Judecătoriei Bucecea și fost primari rând pe rând. Pe lângă aceste două partide, în Bucecea au existat și alte fracțiuni politice: fracțiunile cuzistă, averesceană și legionară, care însă nu au ajuns să preia conducerea comunei.

## Demografie
Componența etnică a orașului Bucecea
     Români (89,33%)
     Alte etnii (0,62%)
     Necunoscută (10,05%)
Componența confesională a orașului Bucecea
     Ortodocși (80,77%)
     Penticostali (6,45%)
     Creștini după evanghelie (1,37%)
     Alte religii (0,98%)
     Necunoscută (10,43%)
Conform recensământului efectuat în 2021, populația orașului Bucecea se ridică la 4.171 de locuitori, în scădere față de recensământul anterior din 2011, când fuseseră înregistrați 4.274 de locuitori. Majoritatea locuitorilor sunt români (89,33%), iar pentru 10,05% nu se cunoaște apartenența etnică. Din punct de vedere confesional, majoritatea locuitorilor sunt ortodocși (80,77%), cu minorități de penticostali (6,45%) și creștini după evanghelie (1,37%), iar pentru 10,43% nu se cunoaște apartenența confesională.

## Politică și administrație
Orașul Bucecea este administrat de un primar și un consiliu local compus din 15 consilieri. Primarul, Angel Gheorghiu[*], de la Partidul Social Democrat, este în funcție din 2020. Începând cu alegerile locale din 2024, consiliul local are următoarea componență pe partide politice:
|  | Partid                          | Consilieri | Componența Consiliului | Componența Consiliului | Componența Consiliului | Componența Consiliului | Componența Consiliului | Componența Consiliului | Componența Consiliului | Componența Consiliului | Componența Consiliului | Componența Consiliului |
|  | ------------------------------- | ---------- | ---------------------- | ---------------------- | ---------------------- | ---------------------- | ---------------------- | ---------------------- | ---------------------- | ---------------------- | ---------------------- | ---------------------- |
|  | Partidul Social Democrat        | 10         |                        |                        |                        |                        |                        |                        |                        |                        |                        |                        |
|  | Partidul Național Liberal       | 2          |                        |                        |                        |                        |                        |                        |                        |                        |                        |                        |
|  | Alianța pentru Unirea Românilor | 2          |                        |                        |                        |                        |                        |                        |                        |                        |                        |                        |
|  | Țucă Marian-Laurențiu           | 1          |                        |                        |                        |                        |                        |                        |                        |                        |                        |                        |

## Transport
- Gara Bucecea

## Personalități
La 27 martie 1889, s-a născut la Bucecea (înregistrat însă la primăria din comuna Siminicea) generalul Leonard Mociulschi, combatant în Al Doilea Război Balcanic și în cele două războaie mondiale. În primul război mondial a luptat la Oituz, Soveja, Mărăști, Onești și în defileul Cașinului.
În al doilea război mondial a participat la ruperea liniei fortificate Stalin în 1941, apoi la operațiuni în Caucaz și Cuban în 1942, cu Divizia 3 Munte. În 1944 a luptat în Crimeea iar după întoarcerea armelor a luptat pentru eliberarea Beiușului și a Oradei ajungând cu luptele până în Slovacia. A fost arestat și închis o perioadă de autoritățile comuniste. A murit la 15 aprilie 1979